# Paul Born-Moser
Paul Born-Moser (* 14. April 1859 in Herzogenbuchsee; † 28. März 1928 ebenda) war ein Schweizer Fabrikant und international angesehener Entomologe, der sich insbesondere mit der Gattung Carabus (Insecta, Coleoptera) mit dem Schwerpunkt auf den in den Zentral- und Westalpen verbreiteten Orinocaraben beschäftigte.

## Werdegang
Paul Born-Moser interessierte sich, angeregt durch seinen Vater, den Nationalrat Albrecht Friedrich Born, schon früh für die Entomologie, insbesondere für Käfer. Er führte allein und häufig auch in Begleitung von Mitgliedern seiner Familie und Freunden in der Schweiz, in Frankreich und in Italien Dutzende von Exkursionen durch, um u. a. die Verbreitung der Käfer aus der Gattung Carabus zu erkunden sowie deren taxonomische Stellung einzuordnen. Dabei drang er in bis dahin wenig erforschte alpine Regionen vor, wobei unter den Zeitumständen schwierige technische und politische Barrieren zu überwinden waren. Er veröffentlichte die Ergebnisse dieser Exkursionen und erweiterte damit die Kenntnis über die Gattung Carabus in der westlichen Alpenwelt wesentlich. Darüber hinaus publizierte er eine Reihe von Arbeiten über die Gattung Carabus aus anderen Ländern (China, Russland, Österreich, Rumänien usw.). Viele der von ihm beschriebenen Caraben haben ihren taxonomischen Stellenwert bis heute behalten.
Die Universität Bern verlieh ihm auf Grund seiner Publikationen (mehr als 160), der darin sich äussernden kritisch-wissenschaftlichen Analyse sowie seiner reichhaltigen Sammlung die Ehrendoktorwürde. Die umfangreiche «Sammlung Born» wird von der Entomologischen Abteilung der Eidgenössischen Technischen Hochschule (ETH) Zürich betreut, wo sie allgemein zugänglich ist.
Hauptberuflich war er geschäftsführender Eigentümer einer Seidenbandfabrik.

## Veröffentlichungen (Auswahl)
- 1895: Beitrag zur Kenntniss der mit sylvestris verwandten Oreocaraben der Schweiz und Oberitaliens. In: Societas Entomologica. 9 (1894–1895), Nr. 20, S. 154–155, Nr. 21, S. 162–164, Nr. 22, S. 169–171.
- 1896: Zur Ausrottung von Carabus Olympiae. In. Insekten-Börse. 13, S. 135.
- 1898: Ein neuer Coptolabrus. Coptolabrus mandarinus nov. spec. In: Verhandlungen der zoologisch-botanischen Gesellschaft Wien. 48, S. 716–717.
- 1900: Das wissenschaftliche Hauptresultat meiner Excursion von 1900. In: Insekten-Börse. 17(9), S. 322–324.
- 1901: Orinocarabus Fairmairei Thoms. nov. var. omensis. In: Verhandlungen der zoologisch-botanischen Gesellschaft Wien. 51, S. 522–525.
- 1902: Einige Mittheilungen über rumänische Caraben. In: Buletinul Societǎţii de Sciinţe din Bucureşci. 11(1-2), S. 145–158
- 1902: Ueber die Ursachen der Varietäten- und Rassenbildung bei den Caraben. In: Insekten-Börse. 19, S. 234–235, 243–244, 251–252, 259.
- 1904: Carabus morbillosus Fabr. und seine Formen. In: Mitteilungen der Schweizerischen Entomologischen Gesellschaft. 11(2), S. 75–81.
- 1906: Die Carabenfauna des Monte-Generoso. In: Bolletino della Societa ticinese di Scienze Naturale. 2(6), S. 100–110.
- 1910: Carabus cancellatus Kocae nova subspec. In: Deutsche entomologische Nationalbibliothek. 1, S. 39–40, 47–48.
- 1910: Weiterer Beitrag zur Kenntniss der Carabenfauna des Monte Generoso. In: Bollettino della Societa Ticinese di Scienze Naturale. 5, S. 17–19.
- 1911: Die Carabenfauna des Weissensteins. In: Mitteilungen der Naturforschenden Gesellschaft in Solothurn. Viertes Heft (XVI. Bericht), 1911, S. 1–8.
- 1912: Zwei neue Caraben-Formen aus Kärnten. In: Coleopterologische Rundschau. Wien. Nr. 1, S. 172–174.
- 1913: Einiges über Carabus cancellatus Ill. in der Schweiz. In: Entomologische Blätter. 9(3/4), S. 99–101.
- 1914: Neue Carabus-Formen aus dem Ussuri-Gebiet. In: Societas Entomologica. 29, S. 79.
- 1919: Die Verbreitung der Orinocaraben in den Zentral- und Westalpen. In:  Wissenschaftliche Mitteilungen des Schweizerischen Alpinen Museums in Bern. (5), S. 1–18.
- 1922: Über einige russische und sibirische Caraben. In: Societas Entomologica. 37, S. 21–22, 26–27, 30–31, 33–34, 40.
- 1926: Gefährdete Insekten. In: Schweizer Entomologischer Anzeiger. 5:(10), S. 1–4, Nr. 11: S. 4; Nr. 12: S. 7–8.
- 1926: Die Carabenfauna Norwegens. In: Norsk Entomologisk Tidsskrift, 2(1), S. 57–76.

Die von Born als Excursion bezeichneten Berichte von 1894 bis 1903 erschienen in der Zeitschrift Societas Entomologica 1895–1904 (hier nicht eigens aufgeführt).